# Stonewall County
Stonewall County je okres ve státě Texas v USA. K roku 2010 zde žilo 1 490 obyvatel. Správním městem okresu je Aspermont. Celková rozloha okresu činí 2 383 km². Svůj název okres dostal po „Stonewall“ Jacksonovi.